# Margaret Bryan Davis
Margaret Bryan Davis, née Margaret Bryan le 23 octobre 1931 et morte le 22 mai 2024, est une palynologue et paléoécologue américaine, qui utilise les données polliniques pour étudier l'histoire de la végétation des 21 000 dernières années (c'est-à-dire depuis la dernière période glaciaire).
Elle démontre de manière concluante que les espèces des forêts tempérées et boréales migrent à des rythmes différents et dans des directions différentes tout en formant une mosaïque changeante de communautés,. Au début de sa carrière, elle remet en question les méthodes standard et les interprétations dominantes des données et encourage une analyse rigoureuse en palynologie,,. Figure de proue de l’écologie et de la paléoécologie, elle est présidente de l’Ecological Society of America et de l’American Quaternary Association, ainsi que présidente du département d’écologie, d’évolution et de comportement de l’université du Minnesota. En 1982, elle est élue à l'Académie nationale des sciences et, en 1993, elle reçoit le prix Eminent Ecologist Award de l’Ecological Society of America.

## Biographie

### Jeunesse et études
Margaret Bryan Davis naît le 23 octobre 1931 à Boston. Elle passe son enfance et son début d'adolescence dans la région du Grand Boston.
Davis obtient une licence du Radcliffe College en 1953, un doctorat en biologie de l'université Harvard en 1957 et une maîtrise honorifique de l'université Yale en 1974.
Lors de ses études de premier cycle à Radcliffe, elle suit un cours sur la paléobotanique qui suscite son intérêt pour ce domaine. Au cours de sa dernière année à Radcliffe, elle reçoit une bourse Fulbright, qui lui permet de se rendre au Danemark pour étudier à l'université de Copenhague sous la direction de Johannes Iversen (en) de la Commission géologique du Danemark et du Groenland en 1953-1954. C'est là qu'elle s'intéresse à l'histoire de la végétation de la période quaternaire, en concentrant ses recherches sur les dépôts de pollen du Groenland. Ses découvertes sont publiées dans son premier article, « Interglacial Pollen Spectra from Greenland », en 1954.
Pour ses recherches de doctorat sous la direction de Hugh Raup (en) (écologiste forestier), elle étudie les données polliniques de carottes prélevées sur des sites proches de la forêt de Harvard à Petersham, dans le Massachusetts. Après avoir obtenu une bourse postdoctorale de la National Science Foundation, elle travaille d'abord à Harvard puis poursuit ses recherches paléoécologiques au département de géologie du California Institute of Technology pendant deux ans. Elle passe ensuite un an à l'université Yale en tant que chercheuse, étudiant la composition de la végétation et la sédimentation du pollen dans les lacs. C'est là qu'elle introduit la méthode d'étude des taux d'afflux de pollen ou d'accumulation de pollen (nombre de grains de pollen par centimètre carré par an) dans les carottes, ce qui constitue une avancée importante pour l'interprétation des données sur le pollen fossile en termes de changements dans la végétation passée et les conditions de sédimentation passées.

### Carrière
Après ses postes postdoctoraux à Caltech et Yale, Davis rejoint le département de botanique de l'université du Michigan en 1961 en tant qu'associée de recherche. En 1964, elle devient biologiste de recherche associée à la Division de recherche sur les Grands Lacs de l'université et, en 1966, elle est nommée professeure associée de zoologie. En 1970, elle est promue professeur titulaire,. En 1973, Davis retourne à Yale pour devenir professeure de biologie, où elle travaille jusqu'en 1976, date à laquelle elle devient professeure et chef du département d'écologie, d'évolution et de comportement à l'université du Minnesota. En 1982, elle est nommée professeure d'écologie et professeure émérite au département d'écologie, d'évolution et de comportement,,,.
Son article de 1963, « Sur la théorie de l'analyse du pollen », a un impact considérable sur l'étude des enregistrements polliniques et leur interprétation et conduit à des études sur la façon dont la distribution du pollen d'une espèce reflète les effectifs de population des arbres qui l'ont produit. Ses recherches ultérieures sur la cartographie de la migration des espèces d'arbres illustrent les différences de calendrier et de direction des mouvements des espèces au cours des 14 000 dernières années en Amérique du Nord,. Ces travaux jouent un rôle important dans la prévision de la migration des espèces d’arbres qui pourrait résulter des changements climatiques mondiaux. Elle émet également l’hypothèse qu'une maladie aurait provoqué le déclin des populations de pruches il y a environ 5 300 ans dans le Nord-Est des États-Unis. À partir des années 1980, alors qu'elle est à l'université du Minnesota, Davis étudie la dynamique forestière à long terme des communautés forestières de la région sauvage de Sylvania (en), dans la péninsule supérieure du Michigan. Ces forêts anciennes contiennent une mosaïque de peuplements d’érables à sucre et de pruches. Elle et ses étudiants diplômés étudient le pollen fossile dans toute la forêt. Leurs analyses détaillées leur permettent de suivre les variations locales de la composition de la forêt au fil du temps et de voir comment les perturbations telles que les tempêtes de vent et les incendies sont liés aux changements dans la forêt.

### Mort
Margaret Bryan Davis meurt après une longue maladie au Colorado le 22 mai 2024 à l'âge de 92 ans.

## Activisme féministe
Lorsque son mari Rowland obtient un emploi au département de botanique de l'université du Michigan, elle accepte un poste de recherche à l'université afin d'avoir un emploi près de lui. Dans un article du Ann Arbor News de 1972, elle déclare qu'elle pensait que cela la mettait dans une mauvaise position pour négocier son salaire et que l'université avait profité de sa faible position de négociation en lui payant un salaire inférieur à celui qu'elle méritait. « Le salaire est fixé par négociation », a-t-elle déclaré, avant d'ajouter : « Les hommes peuvent changer de poste. Tout le monde pense que les femmes ne le peuvent pas. J'étais vulnérable aux bas salaires parce que je ne pouvais pas quitter l'université. J'étais la personne la moins bien payée de mon rang ». Même après avoir été promue professeure titulaire, elle est payée moins que la moyenne des professeurs associés, soit le rang inférieur à celui de professeur titulaire. Elle dépose une plainte auprès de l'université et obtient finalement une augmentation de salaire et un salaire rétroactif, mais seulement après une persistance considérable de sa part, y compris la menace d'une action en justice pour violation des droits civils.

## Prix et distinctions
De 1978 à 1980, elle est présidente de l’American Quaternary Association. Davis est également présidente de l’Ecological Society of America de 1987 à 1988. En 1982, elle devient la première femme de l'université du Minnesota élue à l'Académie nationale des sciences. Elle devient membre de l'Académie américaine des arts et des sciences en 1991. En 1993, elle devient la 6e récipiendaire de la médaille du Nevada, décernée par le Desert Research Institute. La même année, elle devient la troisième femme à recevoir le prix Eminent Ecologist Award de l’Ecological Society of America. En 2009, elle devient l'une des lauréates du Mois national de l'histoire des femmes.
En 2011, elle reçoit le prix William S. Cooper de l’Ecological Society of America. En 2012, elle est élue membre de l’Ecological Society of America. Elle a été membre de l'Association internationale pour la science de la végétation et membre honoraire de la British Ecological Society.
Elle reçoit un doctorat honorifique du collège des sciences biologiques de l'université du Minnesota en 2012.

## Publications
Certaines de ses publications les plus notables sont :
- (en) Margaret B. Davis, « Three Pollen Diagrams From Central Massachusetts », American Journal of Science, New Haven (États-Unis), vol. 256, no 8,‎ 1er octobre 1958, p. 540-570 (ISSN 0002-9599, DOI 10.2475/ajs.256.8.540, lire en ligne).
- Diagrammes de pollen de Margaret B. Davis comme preuve du changement climatique tardiglaciaire dans le sud de la Nouvelle-Angleterre, 1961, Annales de l'Académie des sciences de New York, pages 623-631
- (en) Margaret B. Davis, « Pollen Grains in Lake Sediments: Redeposition Caused by Seasonal Water Circulation » [« Redéposition des grains de pollen dans les sédiments lacustres »], Science,‎ 1968, p. 796-799 (lire en ligne)
- Margaret B. Davis, Biogéographie pléistocène des forêts décidues tempérées, 1976, Geoscience and Man, pages 13-26
- (en) Margaret B. Davis, « Erosion Rates and Land-use History in Southern Michigan » [« Taux d'érosion et historique de l'utilisation des terres dans le sud du Michigan »], Environmental Conservation, vol. 3, no 2,‎ 1976, p. 139–148 (ISSN 0376-8929 et 1469-4387, DOI 10.1017/S0376892900018269, lire en ligne, consulté le 26 août 2024)
- (en) Margaret B. Davis, « Lags in vegetation response to greenhouse warming » [« Retards dans la réponse de la végétation au réchauffement climatique »], Climatic Change, vol. 15, nos 1-2,‎ octobre 1989, p. 75–82 (ISSN 0165-0009 et 1573-1480, DOI 10.1007/BF00138846, lire en ligne, consulté le 26 août 2024).